# Король Бахрейну
- Шейх Ахмед (1783—1796)
- Шейх Салман I (1796—1825)
- Шейх Абдаллах (1796—1843)
- Шейх Халіфах (1825—1836)
- Шейх Мухаммад (1834—1868)
- Шейх Алі (1868—1869)
- Шейх Іса I (1869—1932)

- Шейх Хамад ібн Іса аль-Халіфа (1932—1942)
- Шейх Салман бін Хамад аль-Халіфа (1942—1961)
- Емір Іса ібн Салман аль-Халіфа (шейх 1961 — 1971; емір 1971 — 1999)
- Король Хамад ібн Іса аль-Халіфа (1999 —)